# إدوسكونتاتالو

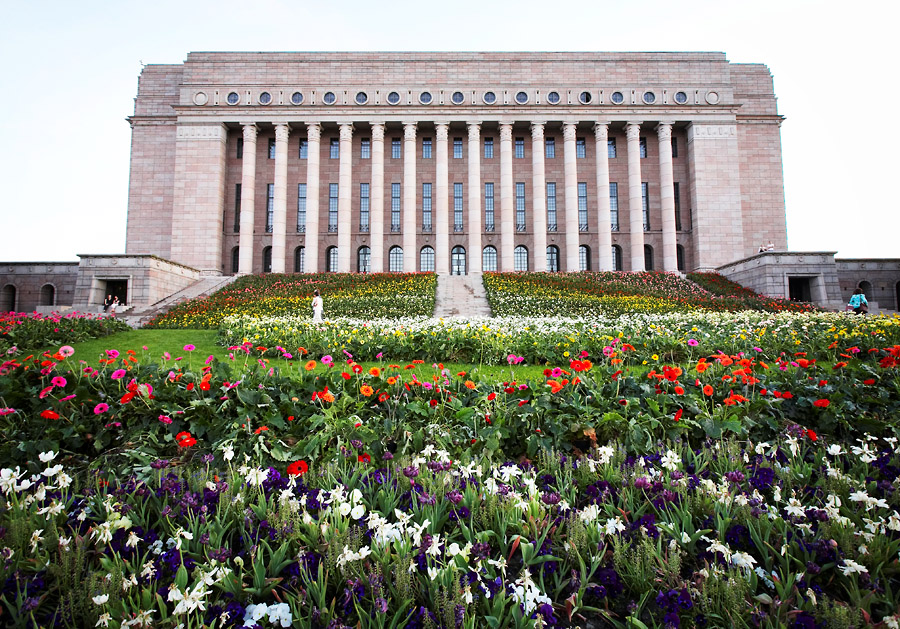
Eduskuntatalo.

بيت البرلمان الفنلندي الإدوسكونتاتالو (بالفنلندية: Eduskuntatalo، بالفنلندية: Riksdagshuset) مقر برلمان فنلندا. ويقع في العاصمة الفنلندية هلسنكي بحي تولو.

## التاريخ
في عام 1923 جرت مسابقة لاختيار موقع لمبنى البرلمان الجديد. وقد تم اختيار تلة أركاديانماكي بجانب ما هو الآن شارع مانرهايمينتي كأفضل موقع.
وفي عام 1924 أجريت مسابقة معمارية، فارت بها شركة بورغ-سيرين-أوبيرغ بمقترح يسمى «أوراتوريبوس» (لغة لاتينية|باللاتينية]] «للمتحدثين»). أعطي يوهان سيفريد سيرين (1889-1961)، الذي كان مسؤولا بشكل أساسي عن إعداد الاقتراح، مهمة تصميم مبنى البرلمان. شـُيد المبنى 1926-1931 وافتتح رسمياً في 7 آذار، 1931. منذ ذلك الحين، وخصوصا خلال حرب الشتاء وحرب الاستمرار، كان مسرحاً للحظات مهمة كثيرة في الحياة السياسية للأمة.